# Зубков, Борис Фёдорович
Бори́с Фёдорович Зубко́в (23 октября 1937, дер. Трофимовка, Куйбышевская область — 15 сентября 2007, Пенза) — советский и российский партийный и государственный деятель. Первый секретарь Пензенского обкома КПСС (1990—1991).
Почётный гражданин Пензенской области (посмертно, 2021).

## Биография
В 1961 г. окончил Пензенский инженерно-строительный институт, в 1974 г. — Высшую партийную школу при ЦК КПСС.
- 1961—1963 гг. — ассистент кафедры строительных материалов Пензенского инженерно-строительного института,
- 1963—1973 гг. — первый секретарь Пензенского обкома ВЛКСМ,
- 1973—1979 гг. — первый секретарь Ленинского районного комитета КПСС Пензы,
- 1979—1989 гг. — секретарь Пензенского областного комитета КПСС,
- 1989—1990 гг. — второй секретарь Пензенского областного комитета КПСС,
- 1990—1991 гг. — первый секретарь Пензенского областного комитета КПСС.

Член ЦК КПСС (1990—1991). 

Могила Бориса Зубкова

С 1991 по 2004 гг. работал заместителем председателя ОАО «Пензастрой» по производству.
В 1994—2007 гг. — первый секретарь Пензенского областного комитета КПРФ.
Депутат Законодательного Собрания Пензенской области 2-го созыва (1997—2002).
Скоропостижно скончался 15 сентября 2007 года. Похоронен на аллее славы Новозападного кладбища г. Пензы.

## Увековечение памяти
По инициативе губернатора Пензенской области Олега Мельниченко Законодательное собрание Пензенской области 19 ноября 2021 посмертно присвоило звание «Почетный гражданин Пензенской области» Б. Ф. Зубкову «за особые заслуги перед Пензенской областью и её населением». Грамота и лента Почетного гражданина Пензенской области передана губернатором Пензенской области Олегом Мельниченко и председателем Законодательного собрания Пензенской области Валерием Лидиным вдове Бориса Зубкова — Алевтине Зубковой.
23 октября 2023 года, в день рождения Зубкова, рядом со зданием областного правительства торжественно открыли бюст Бориса Зубкова. Автор работы — заслуженный художник РФ Валерий Кузнецов.

## Награды и звания
- Два ордена «Знак Почёта» (1971, 1973)
- Медаль «За трудовую доблесть» (1966)
- Почётный гражданин Пензенской области (19 ноября 2021) — за особые заслуги перед Пензенской областью и её населением[2][4]
- Почётная грамота Президиума Верховного Совета РСФСР (1987)